# Diócesis de Raleigh
La diócesis de Raleigh (en latín: Dioecesis Raleighiensis y en inglés: Roman Catholic Diocese of Raleigh) es una circunscripción eclesiástica de la Iglesia católica en Estados Unidos. Se trata de una diócesis latina, sufragánea de la arquidiócesis de Atlanta, que tiene al obispo Luis Rafael Zarama Pasqualetto como su ordinario desde el 5 de julio de 2017.

## Territorio y organización

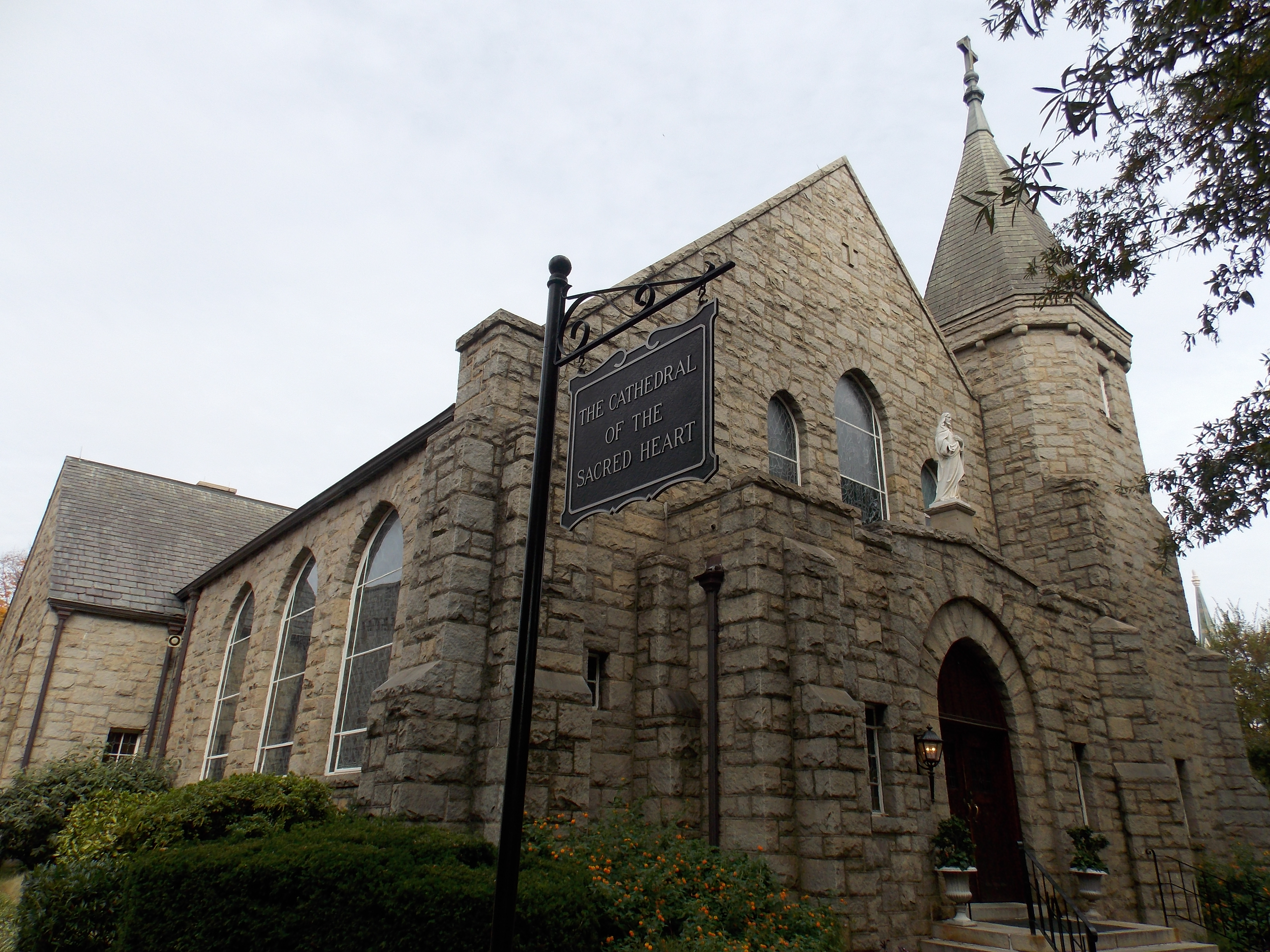
Excatedral del Sagrado Corazón

La diócesis tiene 82 556 km² y extiende su jurisdicción sobre los fieles católicos de rito latino residentes en 54 condados del estado de Carolina del Norte: Alamance, Beaufort, Bertie, Bladen, Brunswick, Camden, Carteret, Caswell, Chatham, Chowan, Columbus, Craven, Cumberland, Currituck, Dare, Duplin, Durham, Edgecombe, Franklin, Gates, Granville, Greene, Halifax, Harnett, Hertford, Hoke, Hyde, Johnston, Jones, Lee, Lenoir, Martin, Moore, Nash, New Hanover, Northampton, Onslow, Orange, Pamlico, Pasquotank, Pender, Perquimans, Person, Pitt, Robeson, Sampson, Scotland, Tyrrell, Vance, Wake, Warren, Washington, Wayne y Wilson.
La sede de la diócesis se encuentra en la ciudad de Raleigh, en donde se halla la Catedral del Santo Nombre de Jesús y la excatedral del Sagrado Corazón. En Wilmington se encuentra la basílica Santuario de Santa María.
En 2020 en la diócesis existían 80 parroquias agrupadas en 8 decanatos: Piedmont, Raleigh, Tar River, Albemarle, New Bern, Newton Grove, Cape Fear y Fayetteville.

## Historia

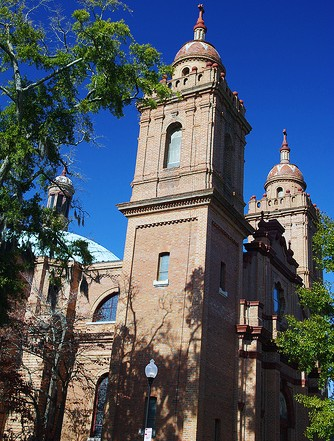
Basílica santuario de Santa María, Wilmington

El vicariato apostólico de Carolina del Norte fue erigido el 3 de marzo de 1868 con el breve Summi apostolatus del papa Pío IX, obteniendo el territorio de la diócesis de Charleston.
El 8 de junio de 1910 cedió una parte de su territorio equivalente a ocho condados (Gaston, Catawba, Cleveland, Burke, Lincoln, McDowell, Polk y Rutherford) para la erección de la abadía territorial de María Auxilio de los Cristianos de Belmont.
El 12 de diciembre de 1924, en virtud de la bula Omnium Ecclesiarum del papa Pío XI, el vicariato apostólico fue elevado a diócesis y tomó su nombre actual.
El 17 de abril de 1944 se expandió recibiendo 7 condados del territorio de la abadía territorial de María Auxilio de los Cristianos de Belmont, que quedó solo con el condado de Gaston. El 26 de marzo de 1960, en virtud del decreto In Civitatibus de la Sagrada Congregación Consistorial, también este condado fue transferido a la diócesis de Raleigh, quedando la abadía territorial limitada solo a la abadía.
El 9 de noviembre de 1949, con la carta apostólica Fidei pristinae, el papa Pío XII proclamó a la Santísima Virgen María Inmaculada patrona principal de la diócesis.
El 10 de febrero de 1962, la diócesis, originalmente sufragánea de la arquidiócesis de Baltimore, pasó a formar parte de la provincia eclesiástica de Atlanta.
El 12 de noviembre de 1971 cedió una parte de su territorio para la erección de la diócesis de Charlotte mediante la bula Qui divino consilio del papa Pablo VI.
En 1977 se suprimió la abadía territorial de María Auxilio de los Cristianos de Belmont y su territorio se incorporó a la diócesis de Charlotte.
El 26 de julio de 2017, en virtud del decreto Reverendissimus de la Congregación para los Obispos, la catedral fue trasladada de la iglesia del Sagrado Corazón a la del Santísimo Nombre de Jesús.

## Estadísticas
De acuerdo al Anuario Pontificio 2021 la diócesis tenía a fines de 2020 un total de 232 588 fieles bautizados.
| Año                                                                             | Población            | Población | Población      | Sacerdotes | Sacerdotes    | Sacerdotes    | Bautizados por sacerdote | Diáconos permanentes | Religiosos | Religiosos | Parroquias |
| Año                                                                             | Bautizados católicos | Total     | % de católicos | Total      | Clero secular | Clero regular | Bautizados por sacerdote | Diáconos permanentes | Varones    | Mujeres    | Parroquias |
| ------------------------------------------------------------------------------- | -------------------- | --------- | -------------- | ---------- | ------------- | ------------- | ------------------------ | -------------------- | ---------- | ---------- | ---------- |
| 1950                                                                            | 22 067               | 4 051 740 | 0.5            | 167        | 90            | 77            | 132                      |                      | 77         | 323        | 89         |
| 1966                                                                            | 56 010               | 4 880 000 | 1.1            | 167        | 127           | 40            | 335                      |                      | 46         | 468        | 108        |
| 1970                                                                            | 63 639               | 5 640 000 | 1.1            | 102        | 102           |               | 623                      |                      |            | 165        | 106        |
| 1976                                                                            | 43 059               | 2 480 393 | 1.7            | 80         | 55            | 25            | 538                      |                      | 29         | 111        | 59         |
| 1980                                                                            | 46 291               | 2 970 022 | 1.6            | 80         | 58            | 22            | 578                      | 2                    | 29         | 125        | 58         |
| 1990                                                                            | 73 893               | 3 105 500 | 2.4            | 104        | 61            | 43            | 710                      | 8                    | 51         | 94         | 65         |
| 1999                                                                            | 141 515              | 3 646 035 | 3.9            | 140        | 82            | 58            | 1010                     | 22                   | 6          | 90         | 70         |
| 2000                                                                            | 152 493              | 3 654 477 | 4.2            | 129        | 75            | 54            | 1182                     | 23                   | 60         | 86         | 73         |
| 2001                                                                            | 167 537              | 3 697 588 | 4.5            | 144        | 93            | 51            | 1163                     | 21                   | 58         | 76         | 75         |
| 2002                                                                            | 172 163              | 3 811 423 | 4.5            | 152        | 98            | 54            | 1132                     | 24                   | 63         | 77         | 77         |
| 2003                                                                            | 179 493              | 3 934 204 | 4.6            | 153        | 98            | 55            | 1173                     | 29                   | 63         | 72         | 78         |
| 2004                                                                            | 180 909              | 4 024 253 | 4.5            | 150        | 99            | 51            | 1206                     | 29                   | 57         | 63         | 78         |
| 2010                                                                            | 217 125              | 4 432 901 | 4.9            | 162        | 113           | 49            | 1340                     | 40                   | 52         | 53         | 78         |
| 2014                                                                            | 244 700              | 4 789 792 | 5.1            | 163        | 120           | 43            | 1501                     | 58                   | 49         | 40         | 78         |
| 2017                                                                            | 222 443              | 4 924 663 | 4.5            | 161        | 114           | 47            | 1381                     | 73                   | 50         | 33         | 79         |
| 2020                                                                            | 232 588              | 5 091 100 | 4.6            | 163        | 112           | 51            | 1426                     | 73                   | 55         | 33         | 80         |
| Fuente: Catholic-Hierarchy, que a su vez toma los datos del Anuario Pontificio. |                      |           |                |            |               |               |                          |                      |            |            |            |

### Escuelas
- Cardinal Gibbons High School, Raleigh
- Saint Thomas More Academy, Raleigh

## Episcopologio
- James Gibbons † (3 de marzo de 1868-20 de mayo de 1877 nombrado arzobispo coadjutor de Baltimore)
  - Mark Stanislaus Gross † (24 de febrero de 1880-1881 renunció) (obispo electo)
- Henry Pinckney Northrop † (16 de septiembre de 1881-4 de febrero de 1888 renunció[9])
- Leo Michael Haid, O.S.B. † (4 de febrero de 1888-24 de julio de 1924 falleció)
- William Joseph Hafey † (6 de abril de 1925-2 de octubre de 1937 nombrado obispo coadjutor de Scranton[10])
- Eugene Joseph McGuinness † (13 de octubre de 1937-11 de noviembre de 1944 nombrado obispo coadjutor de Oklahoma City-Tulsa[11])
- Vincent Stanislaus Waters † (15 de marzo de 1945-3 de diciembre de 1974 falleció)
- Francis Joseph Gossman † (8 de abril de 1975-8 de junio de 2006 retirado)
- Michael Francis Burbidge (8 de junio de 2006-4 de octubre de 2016 nombrado obispo de Arlington)
- Luis Rafael Zarama Pasqualetto, desde el 5 de julio de 2017